# Jakob Lutschounig
Jakob Lutschounig (17. dubna 1848 Untertöllern – 21. února 1934 Untertöllern) byl rakouský agrární politik, na počátku 20. století poslanec Říšské rady, v poválečném období poslanec rakouské Národní rady.

## Biografie
Vychodil národní školu a působil jako zemědělec a majitel realit. Angažoval se v Německé agrární straně. Byl starostou obce Maria Rain v Korutanech. Zastával též funkci předsedy Okresního svazu zemědělských spolků a předsedy Zemského svazu zemědělských spolků v Korutanech.
Na počátku 20. století se zapojil i do celostátní politiky. Ve volbách do Říšské rady roku 1911 získal mandát v Říšské radě (celostátní zákonodárný sbor) za obvod Korutany 2. Usedl do poslanecké frakce Německý národní svaz, v jehož rámci byl členem Německé agrární strany. Ve vídeňském parlamentu setrval až do zániku monarchie.
V letech 1918–1919 zasedal jako poslanec Provizorního národního shromáždění Německého Rakouska (Provisorische Nationalversammlung), nyní za Německou nacionální stranu (DnP).